# Tiro esportivo nos Jogos Pan-Americanos de 1955
As competições de tiro esportivo nos Jogos Pan-Americanos de 1955 foram realizadas na Cidade do México, no México. Dezessete eventos concederam medalhas, sendo todos masculinos.

## Medalhistas
Masculino
| Evento                                                         | Ouro                                  | Prata                               | Bronze                           |
| -------------------------------------------------------------- | ------------------------------------- | ----------------------------------- | -------------------------------- |
| Tiro rápido 25 m detalhes                                      | Carlos Sánchez ARG Argentina          | William McMillan USA Estados Unidos | John Forman USA Estados Unidos   |
| Pistola 50 m detalhes                                          | Huelet Benner USA Estados Unidos      | John Dodds USA Estados Unidos       | Pedro Aviles MEX México          |
| Carabina três posições 50 m detalhes                           | Arthur Jackson USA Estados Unidos     | Pedro Armella ARG Argentina         | Verle Wright USA Estados Unidos  |
| Carabina deitado 50 m detalhes                                 | Arthur Jackson USA Estados Unidos     | Gustavo Rojas CHI Chile             | Horacio Martínez MEX México      |
| Skeet detalhes                                                 | Kenneth Pendergras USA Estados Unidos | Igor Pezas USA Estados Unidos       | Jaime Loyola PUR Porto Rico      |
| Carabina de exército três posições detalhes                    | Ramón Hagen ARG Argentina             | Alfredo Cabello CHI Chile           | Emmet Swanson USA Estados Unidos |
| Pistola de fogo central 25 m detalhes                          | Huelet Benner USA Estados Unidos      | William McMillan USA Estados Unidos | John Forman USA Estados Unidos   |
| Carabina de alto poder três posições 50 m detalhes             | Pedro Armella ARG Argentina           | Ramón Hagen ARG Argentina           | Emmet Swanson USA Estados Unidos |
| Veado correndo detalhes                                        | Felipe del Milvorin MEX México        | Jesús Farias MEX México             | José del Campo MEX México        |
| Tiro rápido 25 m por equipes detalhes                          | USA Estados Unidos                    | ARG Argentina                       | MEX México                       |
| Pistola 50 m por equipes detalhes                              | USA Estados Unidos                    | ARG Argentina                       | MEX México                       |
| Pistola de fogo central 25 m por equipes detalhes              | USA Estados Unidos                    | PUR Porto Rico                      | VEN Venezuela                    |
| Carabina três posições 50 m por equipes detalhes               | USA Estados Unidos                    | ARG Argentina                       | MEX México                       |
| Carabina deitado 50 m por equipes detalhes                     | USA Estados Unidos                    | CHI Chile                           | MEX México                       |
| Carabina de alto poder três posições 50 m por equipes detalhes | USA Estados Unidos                    | ARG Argentina                       | VEN Venezuela                    |
| Carabina de exército três posições por equipes detalhes        | CHI Chile                             | ARG Argentina                       | USA Estados Unidos               |
| Veado correndo por equipes detalhes                            | MEX México                            | VEN Venezuela                       | -                                |

## Quadro de medalhas
| Ordem | País               | Medalha de ouro | Medalha de prata | Medalha de bronze |    |
| ----- | ------------------ | --------------- | ---------------- | ----------------- | -- |
| 1     | USA Estados Unidos | 11              | 4                | 6                 | 21 |
| 2     | ARG Argentina      | 3               | 7                |                   | 10 |
| 3     | MEX México         | 2               | 1                | 7                 | 10 |
| 4     | CHI Chile          | 1               | 3                |                   | 4  |
| 5     | VEN Venezuela      |                 | 1                | 2                 | 3  |
| 6     | PUR Porto Rico     |                 | 1                | 1                 | 2  |
| TOTAL | TOTAL              | 17              | 17               | 16                | 50 |

## Ligação externa
- Jogos Pan-Americanos de 1955